# Lena Luthor
Lena Luthor è un personaggio dei fumetti statunitensi pubblicati da DC Comics. Creata da Jerry Siegel e Kurt Schaffenberg, Lena appare per la prima volta in Superman's Girl Friend, Lois Lane n. 23 (febbraio 1961). È la sorella di Lex Luthor, la nemesi di Superman.
Lena è stata trasposta in diversi altri media, in particolare nella televisione, dove è stata interpretata da Cassidy Freeman nella serie televisiva Smallville e da Katie McGrath nella serie televisiva Supergirl, ambientata nell'Arrowverse.

## Storia editoriale
Creata da Jerry Siegel e Kurt Schaffenberg, Lena appare per la prima volta in Superman's Girl Friend, Lois Lane n. 23 (febbraio 1961).

## Altri media

### Televisione

Tess Mercer (Lutessa Lena Luthor) interpretata da Cassidy Freeman in Smallville.

- Un personaggio basato sia su Lena Luthor che su Eve Teshmacer (dal primo film di Superman) chiamato Tess Mercer (nata Lutessa Lena Luthor) compare nella serie televisiva della CW Smallville, dove è interpretata da Cassidy Freeman e Leigh Bourke (da giovane).
- Lena Luthor compare nella serie Supergirl dell' Arrowverse interpretata da Katie McGrath.